# Église d'Heinola
L'église d'Heinola  (finnois : Heinolan kirkko) est une église luthérienne construite à Heinola en Finlande,.

## Description

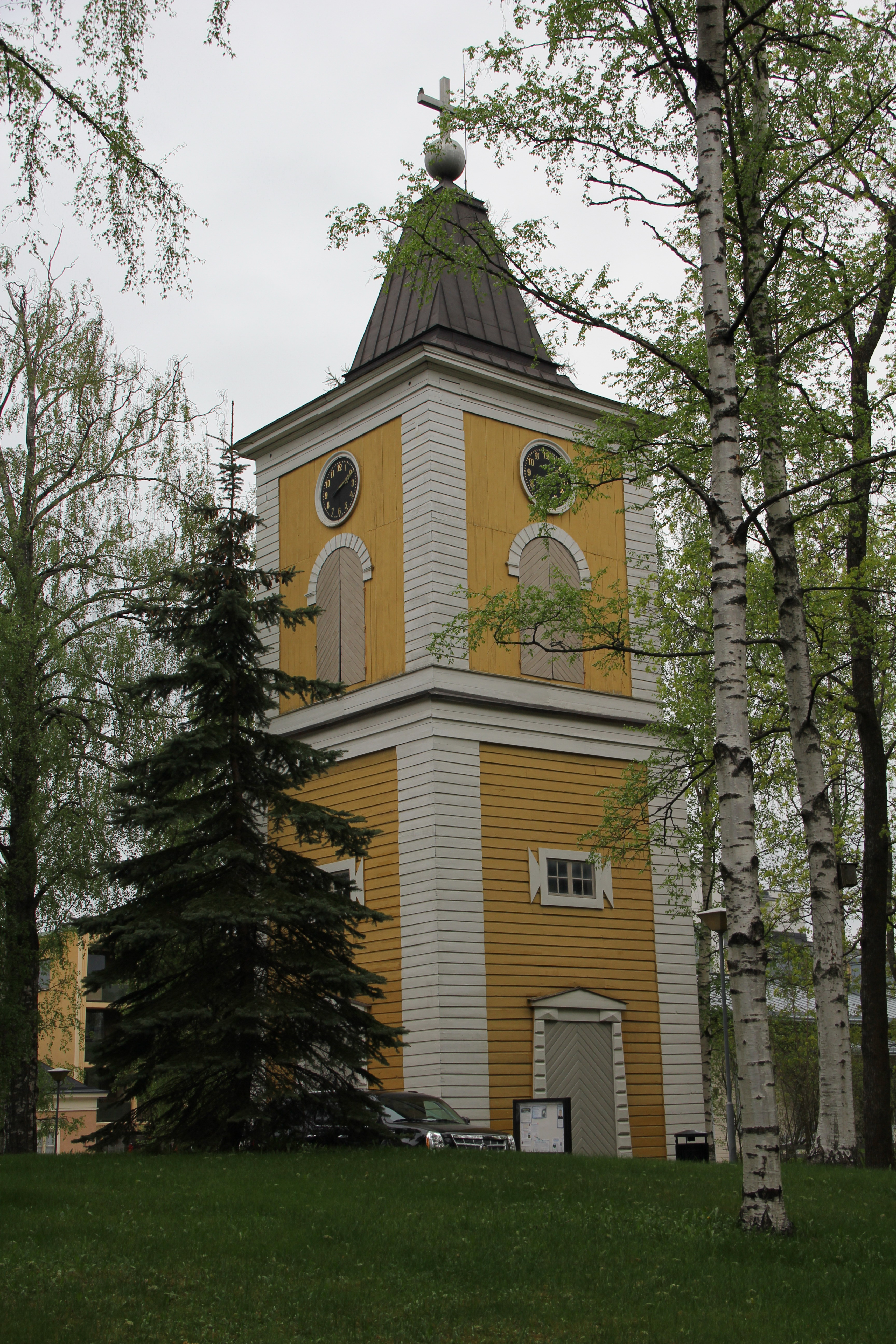
Le clocher de Carl Ludvig Engel.

Conçue par l'architecte Mats Åkergren, l'église est construite en 1811.
Elle est rénovée par Josef Stenbäck en 1925-1926, les rénovations suivantes lui rendront sa couleur d'origine.
Le clocher est bâti en 1842 selon les plans de Carl Ludvig Engel.
Le retable est composé de deux tableaux :  le chemin de croix et la résurrection peints en 1863 par Robert Wilhelm Ekman.
Les deux vitraux peints de l'église datent de 1925 et de 1963.
L'église, son clocher et le parc de l'église sont classés parmi les sites culturels construits d'intérêt national par la Direction des musées de Finlande.